# L (singel Ayumi Hamasaki)
L – pięćdziesiąty singel japońskiej piosenkarki Ayumi Hamasaki, wydany 29 września 2010. Jest to ostatnie wydawnictwo z trzyczęściowego projektu Hamasaki z okazji wydania pięćdziesięciu singli. Tytuł płyty L jest liczbą rzymską odpowiadającą liczbie 50. Wszystkie utwory z singla nagrano w Los Angeles.
W pierwszym tygodniu sprzedano 70 715 kopii, natomiast 94 573 całościowo. Singel zdobył status złotej płyty.

## Lista utworów

### CD+DVD (Jacket A)
| CD  |                                              |                   |                  |      |
| Nr  | Tytuł                                        | Muzyka            | Aranżacja        | Czas |
| 1.  | "Virgin Road (Original mix)"                 | Tetsuya Komuro    | Yuta Nakano      | 5:55 |
| 2.  | "Sweet Season (Original mix)"                | Noriyuki Makihara | Shingo Kobayashi | 5:05 |
| 3.  | "Last angel (Original mix)"                  | Tetsuya Komuro    | CMJK             | 5:44 |
| 4.  | "Virgin Road (Original mix -Instrumental-)"  | Tetsuya Komuro    | Yuta Nakano      | 5:54 |
| 5.  | "Sweet Season (Original mix -Instrumental-)" | Noriyuki Makihara | Shingo Kobayashi | 5:05 |
| 6.  | "Last angel (Original mix -Instrumental-)"   | Tetsuya Komuro    | CMJK             | 5:41 |
| DVD |                                              |                   |                  |      |
| Nr  | Tytuł                                        | Muzyka            | Reżyser          | Czas |
| 1.  | "Virgin Road" (video clip)                   |                   | Masashi Muto     | 5:52 |
| 2.  | "Sweet Season" (video clip)                  |                   | Luis Hernandez   | 5:22 |
| 3.  | "Virgin Road" (making clip)                  |                   |                  | 7:06 |

### CD+DVD (Jacket B)
| CD  |                                              |                   |                  |      |
| Nr  | Tytuł                                        | Muzyka            | Aranżacja        | Czas |
| 1.  | "Sweet Season (Original mix)"                | Noriyuki Makihara | Shingo Kobayashi | 5:05 |
| 2.  | "Virgin Road (Original mix)"                 | Tetsuya Komuro    | Yuta Nakano      | 5:55 |
| 3.  | "Last angel (Original mix)"                  | Tetsuya Komuro    | CMJK             | 5:44 |
| 4.  | "Sweet Season (Original mix -Instrumental-)" | Noriyuki Makihara | Shingo Kobayashi | 5:05 |
| 5.  | "Virgin Road (Original mix -Instrumental-)"  | Tetsuya Komuro    | Yuta Nakano      | 5:54 |
| 6.  | "Last angel (Original mix -Instrumental-)"   | Tetsuya Komuro    | CMJK             | 5:41 |
| DVD |                                              |                   |                  |      |
| Nr  | Tytuł                                        | Muzyka            | Reżyser          | Czas |
| 1.  | "Sweet Season" (video clip)                  |                   | Luis Hernandez   | 5:22 |
| 2.  | "Virgin Road" (video clip)                   |                   | Masashi Muto     | 5:52 |
| 3.  | "Sweet Season" (making clip)                 |                   |                  | 4:19 |

### CD (Jacket C)
| Nr | Tytuł                                        | Muzyka            | Aranżacja        | Czas |
| -- | -------------------------------------------- | ----------------- | ---------------- | ---- |
| 1. | "Last angel (Original mix)"                  | Tetsuya Komuro    | CMJK             | 5:44 |
| 2. | "Virgin Road (Original mix)"                 | Tetsuya Komuro    | Yuta Nakano      | 5:55 |
| 3. | "Sweet Season (Original mix)"                | Noriyuki Makihara | Shingo Kobayashi | 5:05 |
| 4. | "crossroad (Orchestra version)"              | Tetsuya Komuro    |                  | 5:42 |
| 5. | "SEVEN DAYS WAR (Orchestra version)"         | Tetsuya Komuro    |                  | 5:27 |
| 6. | "Last angel (Original mix -Instrumental-)"   | Tetsuya Komuro    | CMJK             | 5:41 |
| 7. | "Virgin Road (Original mix -Instrumental-)"  | Tetsuya Komuro    | Yuta Nakano      | 5:54 |
| 8. | "Sweet Season (Original mix -Instrumental-)" | Noriyuki Makihara | Shingo Kobayashi | 5:05 |

### CD (Jacket D)
| Nr | Tytuł                                        | Muzyka            | Aranżacja        | Czas |
| -- | -------------------------------------------- | ----------------- | ---------------- | ---- |
| 1. | "SEVEN DAYS WAR (TK Acoustic Piano version)" | Tetsuya Komuro    |                  | 5:17 |
| 2. | "Virgin Road (Original mix)"                 | Tetsuya Komuro    | Yuta Nakano      | 5:55 |
| 3. | "Sweet Season (Original mix)"                | Noriyuki Makihara | Shingo Kobayashi | 5:05 |
| 4. | "Last angel (Original mix)"                  | Tetsuya Komuro    | CMJK             | 5:44 |
| 5. | "Virgin Road (Original mix -Instrumental-)"  | Tetsuya Komuro    | Yuta Nakano      | 5:54 |
| 6. | "Sweet Season (Original mix -Instrumental-)" | Noriyuki Makihara | Shingo Kobayashi | 5:05 |
| 7. | "Last angel (Original mix -Instrumental-)"   | Tetsuya Komuro    | CMJK             | 5:41 |